# Осіни (Пулавський повіт)
Осіни (пол. Osiny) — село в Польщі, у гміні Жижин Пулавського повіту Люблінського воєводства.
Населення — 992 особи (2011).
У 1975-1998 роках село належало до Люблінського воєводства.

## Демографія
Демографічна структура станом на 31 березня 2011 року:
|          | Загалом | Допрацездатний вік | Працездатний вік | Постпрацездатний вік |
| -------- | ------- | ------------------ | ---------------- | -------------------- |
| Чоловіки | 489     | 90                 | 338              | 61                   |
| Жінки    | 503     | 98                 | 276              | 129                  |
| Разом    | 992     | 188                | 614              | 190                  |